# Drosophila cestri
Drosophila cestri är en tvåvingeart som beskrevs av Brncic 1978. Drosophila cestri ingår i släktet Drosophila och familjen daggflugor.
Artens utbredningsområde är Brasilien.